# Xian de Yucheng
Pour les articles homonymes, voir Yucheng (homonymie).
Le xian de Yucheng (虞城县 ; pinyin : Yúchéng Xiàn) est un district administratif de la province du Henan en Chine. Il est placé sous la juridiction de la ville-préfecture de Shangqiu.

## Démographie
La population du district était de 1 063 529 habitants en 1999.